# 2 Rejon Wsparcia Teleinformatycznego Sił Powietrznych

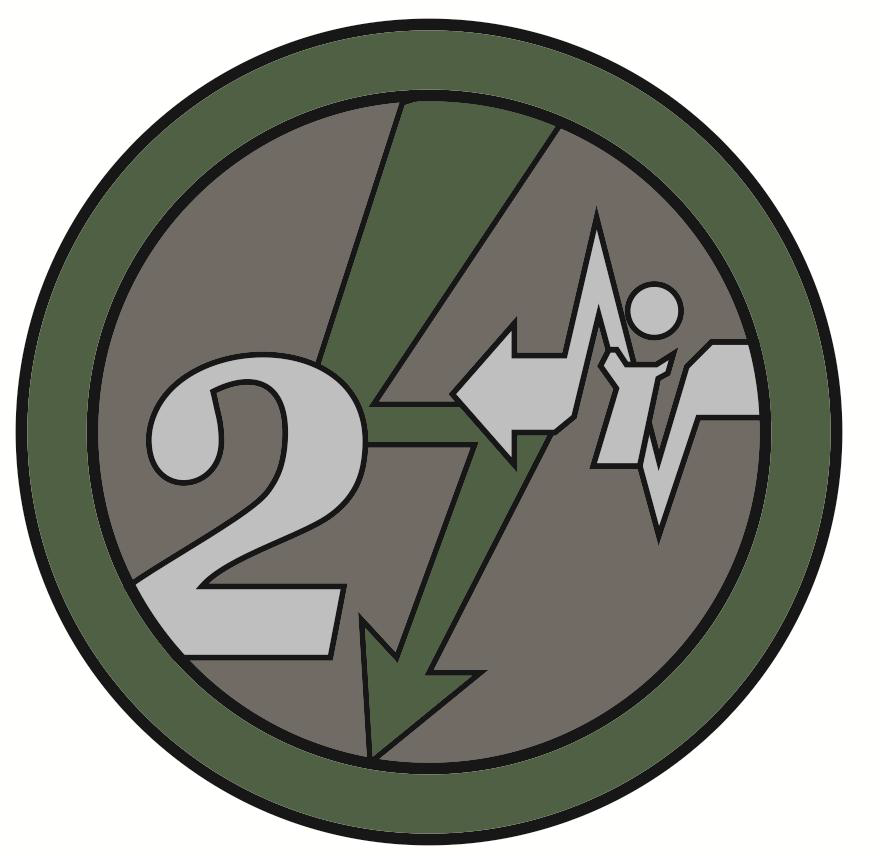
Oznaka rozpoznawcza 2 RWT SP na mundur wyjściowy

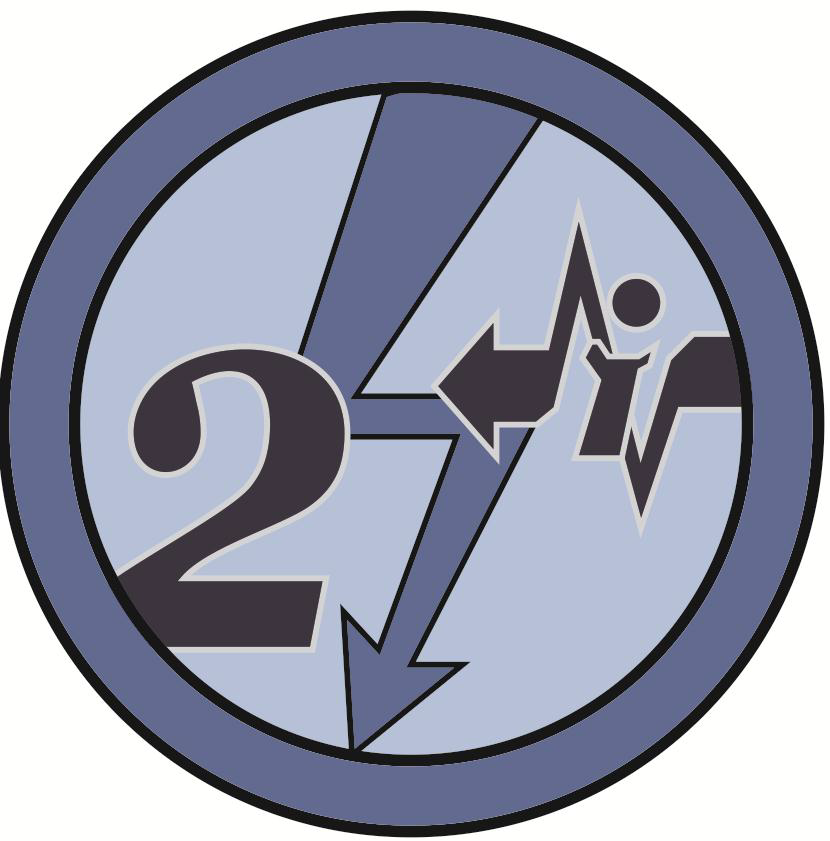
Oznaka rozpoznawcza 2 RWT SP na mundur polowy

2 Rejon Wsparcia Teleinformatycznego Sił Powietrznych (2 RWT SP) – oddział wojsk łączności, od początku istnienia podlegał Komendantowi Centrum Wsparcia Teleinformatycznego Sił Powietrznych. Jednostkę sformowano na podstawie:
- decyzji Nr PF-10/Org./SSG/ZOiU-P-1 Ministra Obrony Narodowej z dnia 5 lutego 2007;
- rozkazu Dowódcy Sił Powietrznych Nr Z-73 z dnia 5 kwietnia 2007;
- rozkazu Komendanta Centrum Wsparcia Teleinformatycznego Sił Powietrznych Nr Z-10 z dnia 18 kwietnia 2007.

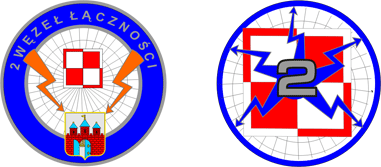
Odznaki 2 Węzła Łączności

Na podstawie decyzji Ministra Obrony Narodowej Nr 1/Org./ISI z dnia 31 sierpnia 2017 r. oraz decyzji Ministra Obrony Narodowej Nr 2/Org./ISI z dnia 27 września 2017 r. z dniem 31 grudnia 2017 roku 2 Rejon Wsparcia Teleinformatycznego Sił Powietrznych został rozformowany.

## Historia
2 Rejon Wsparcia Teleinformatycznego Sił Powietrznych powstał na bazie:
- rozformowanego 2 Węzła Łączności w Bydgoszczy;
- wyodrębnionych elementów łączności z:
  - 12 Bazy Lotniczej w Mirosławcu;
  - 21 Bazy Lotniczej w Świdwinie;
  - 22 Bazy Lotniczej w Malborku;
  - 78 pułku rakietowego Obrony Powietrznej w Mrzeżynie;
  - Centralnego Poligonu Sił Powietrznych w Ustce;
  - 34 batalionu radiotechnicznego w Chojnicach;
  - 23 batalionu radiotechnicznego w Słupsku.

## Zadania
Głównym zadaniem jednostki było zabezpieczenie działania systemów teleinformatycznych na potrzeby dowodzenia, alarmowania i ostrzegania oraz zabezpieczenie kryptograficzne jednostek wojskowych Sił Powietrznych stacjonujących w północno-zachodnim rejonie kraju.

## Struktura
- kierownictwo
  - centrum zarządzania systemami łączności;
  - sekcja bezpieczeństwa systemów łączności i informatyki;
  - sekcja logistyki;
  - sekcja operacyjno – szkoleniowa;
  - sekcja personalna;
- Sektor Zabezpieczenia Teleinformatycznego – Świdwin;
- Węzeł Teleinformatyczny – Chojnice;
- Węzeł Teleinformatyczny – Mirosławiec;
- Węzeł Teleinformatyczny – Mrzeżyno;
- Węzeł Teleinformatyczny – Wicko Morskie.

## Szefowie
- ppłk Andrzej Puka – 18 czerwca 2007 – 3 stycznia 2011
- ppłk Wiesław Tereba – 4 stycznia 2011 – 31 grudnia 2014
- cz.p.o. mjr Michał Ledzion – 1 stycznia 2015 – lipiec 2015
- ppłk Robert Świerczyński – lipiec 2015 – 31 grudnia 2017

## Tradycje
Decyzją Nr 578/MON z dnia 31 grudnia 2008 r. wprowadzono odznakę pamiątkową 2 Rejonu Wsparcia Teleinformatycznego.
Decyzją Nr 15/MON z dnia 30 stycznia 2009 roku ustanowiono się doroczne Święto 2. Rejonu Wsparcia Teleinformatycznego Sił Powietrznych w dniu 18 czerwca.
Decyzją Nr 384/MON z dnia 21 października 2011 roku jednostka dziedziczy i kultywuje tradycje następujących jednostek wojskowych:
- 83. kompania łączności stacjonarnej w Słupsku (1952-1957)
- Garnizonowy Węzeł Łączności w Inowrocławiu (1966-1971)
- Garnizonowy Węzeł Łączności w Goleniowie (1966-1994)
- Garnizonowy Węzeł Łączności w Malborku (1968-1998)
- Garnizonowy Węzeł Łączności w Świdwinie (1968-2000)
- Garnizonowy Węzeł Łączności w Pile (1968-2000)
- Garnizonowy Węzeł Łączności w Mirosławcu (1968-2000)
- Garnizonowy Węzeł Łączności w Debrznie (1968-2000)
- Garnizonowy Węzeł Łączności w Zegrzu Pomorskim (1968-2000)
- Garnizonowy Węzeł Łączności w Mrzeżynie (1969-2000)
- Garnizonowy Węzeł Łączności w Wicku Morskim (1995-2007)
- 86. batalion łączności w Świdwinie (1968-1998)
- 87. batalion łączności w Pile (1968-1999)
- 2. Węzeł Łączności w Bydgoszczy (1957-2007)